# Saint-Étienne-lès-Remiremont
Saint-Étienne-lès-Remiremont è un comune francese di 3 987 abitanti situato nel dipartimento dei Vosgi nella regione del Grand Est.
Il territorio comunale è attraversato dal fiume Moselletta (Moselotte in francese).

## Storia

### Simboli

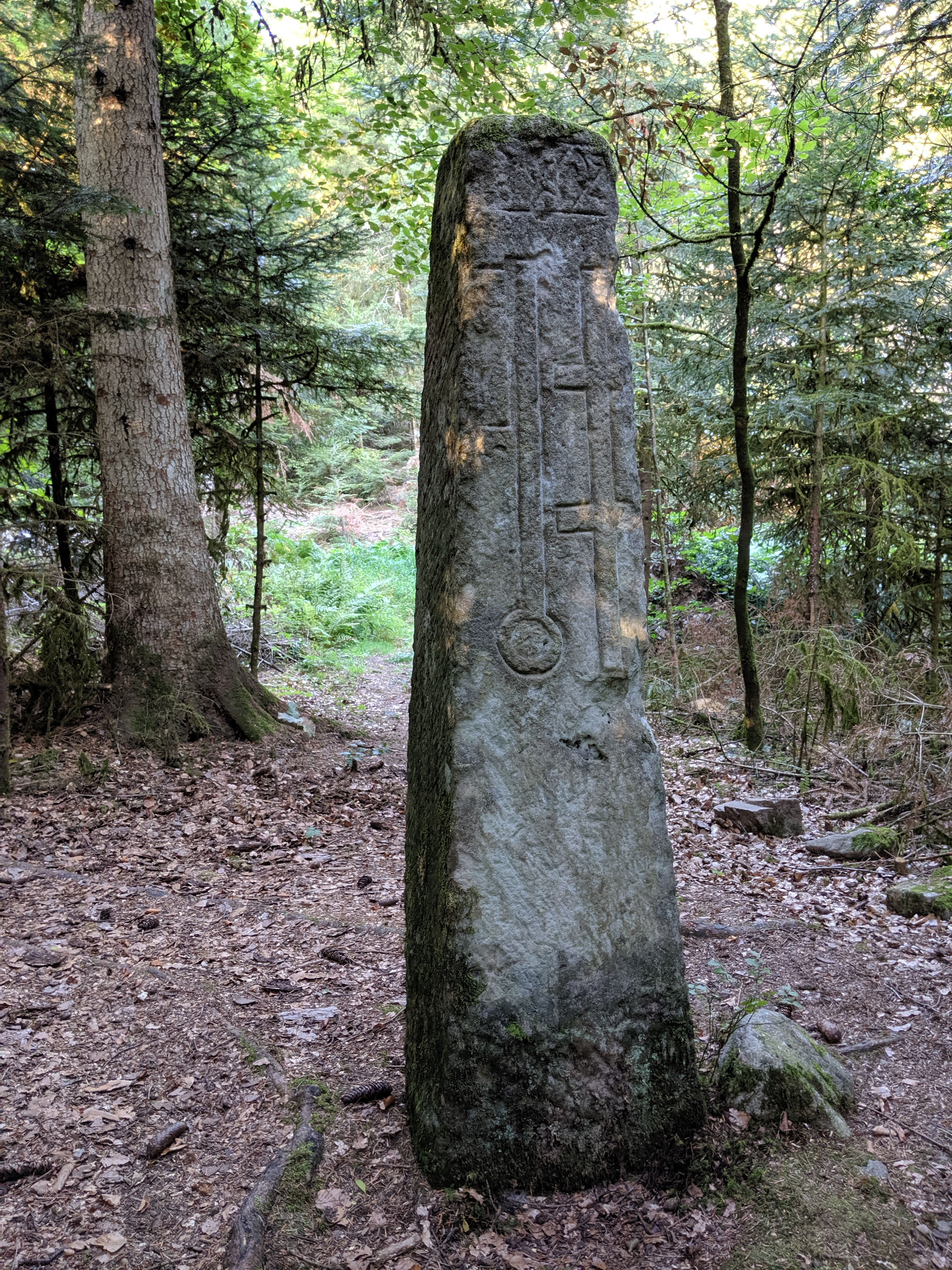
La Haute Borne

Lo stemma comunale è stato adottato nel 1986. Le linee ondate in pergola evocano la posizione del paese alla confluenza della Moselle e del Moselotte; la chiave e la croce di Lorena sono raffigurate sulla cosiddetta "Haute Borne", un'alta pietra in arenaria datata 1492, posta sul Saint Mont per delimitare il territorio delle canonichesse di Remiremont e quello dei duchi di Lorena; il campanile è quello della chiesa parrocchiale consacrata nel 1759; la conocchia rappresenta l'industria tessile che ha notevolmente contribuito allo sviluppo del paese.

## Società

### Evoluzione demografica
Abitanti censiti